# Говард Ралстон
Говард Ралстон (англ. Howard Ralston; 25 липня 1904, Бар-Гарбор, штат Мен, США — 1 червня 1992, Лос-Анджелес, штат Каліфорнія, США) — американський кіноактор епохи німого кіно.

## Життєпис

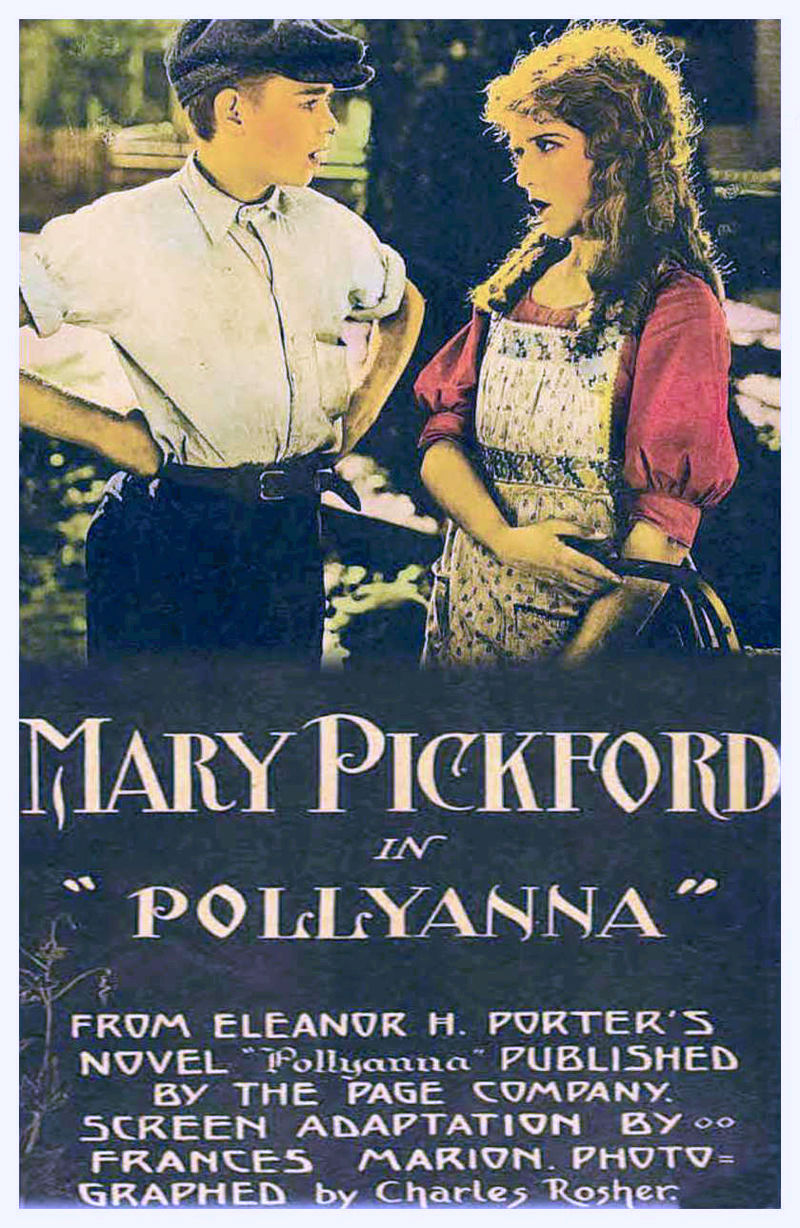
Говард Ралстон та Мері Пікфорд, плакат стрічки «Полліанна», 1920 рік

Говард Ралстон народився 25 липня 1904 року в містечку Бар-Гарбор, штат Мен, в сім'ї акторів водевілю. Він був молодшим братом американської акторки Естер Ралстон. 
Зфільмувався у дев'яти стрічках у 1920—1924 роках.
Помер 1 червня 1992 року в Лос-Анджелесі, штат Каліфорнія, США.

## Фільмографія
| Рік  |   | Українська назва          | Оригінальна назва      | Роль                    |
| ---- | - | ------------------------- | ---------------------- | ----------------------- |
| 1924 | ф | Арабський                 | The Arab               |                         |
| 1922 | ф | Дочка розкоші             | A Daughter of Luxury   | Білл Марш               |
| 1922 | ф | Багряна загроза           | The Crimson Challenge  | Клайв                   |
| 1922 | ф | Народжений пилом          | Kindred of the Dust    | Дональд                 |
| 1921 | ф | Маленький лорд Фаунтлерой | Little Lord Fauntleroy |                         |
| 1921 | ф | Короткі спідниці          | Short Skirts           | Дуглас Сміт             |
| 1920 | ф | Полліанна                 | Pollyanna              | Джиммі Бін              |
| 1920 | ф | Гекльберрі Фінн           | Huckleberry Finn       | хлопчик, немає у титрах |
| 1920 | ф | Це дивовижне життя        | It's a Great Life      | Вуп                     |